# Bulancak
Bulancak este un oraș din Turcia.